# Медыка (гмина)
Медыка (пол. Medyka) — сельская гмина (волость) в Польше, входит как административная единица в Перемышльский повет, Подкарпатское воеводство. Население — 6060 человек (на 2004 год).

## Демография
| Перепись                       | Всего   | Всего | Женщины | Женщины | Мужчины | Мужчины |
| ------------------------------ | ------- | ----- | ------- | ------- | ------- | ------- |
| Единицы                        | человек | %     | человек | %       | человек | %       |
| Население                      | 6060    | 100   | 3062    | 50,5    | 2998    | 49,5    |
| Плотность населения (чел./км²) | 99,9    | 99,9  | 50,5    | 50,5    | 49,4    | 49,4    |

## Сельские округа
1. Хуречко
2. Хурко
3. Яксманице
4. Лешно
5. Медыка
6. Седлиска
7. Торки

## Соседние гмины
1. Гмина Пшемысль
2. Перемышль
3. Гмина Стубно
4. Гмина Журавица